# Jeff Koons
Jeffrey Koons, più semplicemente conosciuto come Jeff Koons (York, 21 gennaio 1955), è un artista statunitense noto per le sue opere di gusto kitsch, che illustrano ironicamente l'American way of life e la sua tendenza al consumismo.
Viene inoltre considerato un'icona dello stile neo-pop e riconosciuto fra gli artisti più ricchi del mondo.
Nel corso della propria carriera, Koons si è espresso attraverso l'utilizzo di un'ampia gamma di tecniche, come ad esempio scultura, pittura, installazioni e fotografia, e l'utilizzo di differenti materiali tra cui pigmenti, plastica, gonfiabili, marmo, metalli e porcellana. L'artista viene generalmente definito erede di Andy Warhol e continuatore della pop art. Altro autore a cui viene generalmente associato è Marcel Duchamp, del quale reinterpreta la tecnica del ready-made.

## Biografia
Il padre, Henry, è decoratore d'interni e venditori di oggettistica e mobili, mentre la madre, Gloria, è una sarta.

### Gli anni settanta e ottanta
Dopo gli studi presso il Maryland Institute College of Art di Baltimora (1972–1976) e l'Art Institute di Chicago (1975–1976), Koons lavora come operatore di borsa presso Wall Street e al MOMA di New York. Le sue primissime opere risalgono alla fine degli anni settanta, e includono alcune composizioni di fiori e giocattoli gonfiabili disposti su superfici specchianti come, ad esempio, Inflatable Flowers (1979) composto da due fiori poggianti su uno specchio. Con la serie The Pre-New combina oggetti d'uso quotidiano come tostapane o teiere ad un fondo di metallo o a lampade al neon, creando composizioni da appendere al muro come quadri tradizionali.
La serie The New, che prende il nome dalla mostra allestita da Koons nel 1980 al New Museum of Contemporary Art di New York, è composta da comuni aspirapolvere racchiusi in teche trasparenti e illuminati da luci al neon. Messi in vetrina come al supermercato, ma isolati dalla loro funzione pratica, gli aspirapolvere di Koons diventano oggetti da contemplare per la loro bellezza, nuovi per sempre in quanto destinati a non essere mai usati. Ancora sfruttando oggetti di consumo, realizza la serie The Equilibrium, composta da teche di vetro, simili ad acquari per i pesci, in cui una o più palle da basket fluttuano in una soluzione di acqua distillata e cloruro di sodio La serie si compone anche di altri oggetti - alcuni poster della Nike e dei calchi in bronzo di un autorespiratore (Aqualung) e di un canotto (Lifeboat) - esposti per la prima volta, insieme alla teca Three Ball Total Equilibrium Tank, presso la galleria International with Monuments di New York nel 1985.
Con la serie The Equilibrium, Koons intende riflettere esattamente su ciò che è indicato dal titolo della serie stessa, ovvero sul significato del concetto di equilibrio, non solo sul piano astratto, ma anche su quello psicologico e sociale. Così, «la sospensione dei palloni simbolizza uno stato di perfezione» in un senso astratto, metaforico. Grazie all'espediente dell'acqua distillata, suggerito a Koons dal premio Nobel per la fisica Richard Feynman, le palle da basket, infatti, anziché galleggiare sull'acqua, rimangono sospese nel centro del liquido, trasmettendo il senso di una perfetta equipollenza di forze. Con i poster, invece, Koons prende le distanze dalla tradizionale vocazione critica e rivoluzionaria dell'arte novecentesca.

Poiché ritraggono famosi giocatori di pallacanestro, in genere provenienti dalle classi sociali più basse, nei panni del segretario di stato americano o di un lord inglese o di un luminare della medicina, essi indicano che l'equilibrio sociale è possibile senza bisogno di rivoluzioni. A tale riguardo in Reality art. L'epoca del nichilismo organizzato e la sua arte si legge che i poster esposti da Koons:

Nello stesso periodo e negli anni seguenti, Koons realizza opere da alcuni critici considerate di carattere neo-geo, ma soprattutto giudicate come kitsch. Si tratta, in effetti, di opere che riproducono sovente oggetti comuni quali giocattoli e soprammobili, compreso il celebre coniglietto di plastica gonfiabile, Rabbit (1986) e il busto di Luigi XIV (1986), entrambi appartenenti alla serie Statuary ed entrambi calchi in acciaio: un materiale che incarna i principi di efficienza e durevolezza che "ossessionano le case moderne". Essendo un materiale povero simile ai materiali ricchi, come l'argento, usarlo per produrre opere d'arte è utile a stimolare mobilità sociale, senza conflitti. Come dichiara lo stesso Koons:
 Allo stesso periodo risalgono le sculture appartenenti alla serie Luxury and Degradation, dedicata ad indagare la relazione fra alcolismo, pubblicità e classi sociali, lavori in porcellana quali Michael Jackson and Bubbles (1988) e Pink Panther (1988), appartenenti alla serie Banality, nonché, a partire dagli anni '90, i Puppy: enormi sculture botaniche raffiguranti animali.

### Gli anni novanta

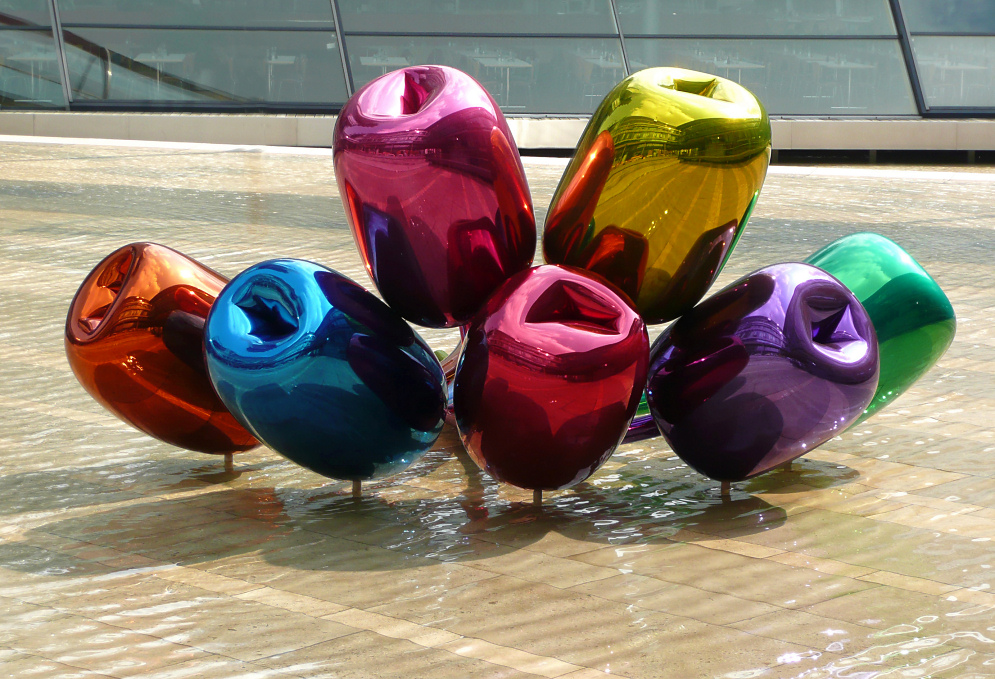
Tulips (1995–2004) presso Hannover (Germania)

Nel 1991 sposa la pornodiva Ilona Staller (nota anche come Cicciolina), con cui ha un figlio nel 1992 di nome Ludwig. L'unione non è durata molto: la coppia si separa nello stesso 1992, andando incontro ad una dura battaglia legale per l'affidamento del bambino. Sono molte le opere di carattere hard dell'artista con scene di sesso ispirate dalla moglie e spesso con lui come coprotagonista, ovvero la serie Made in Heaven (1989-1991). Una complessa installazione comprendente fotografie e sculture appartenenti alla serie viene esposta alla Biennale di Venezia del 1990. Con il matrimonio e con la serie Made in Heaven che ne deriva, Koons tenta di portare a compimento la tendenza dell'arte novecentesca a fondere arte e vita e, allo stesso tempo, di raggiungere, personalmente e artisticamente, quell'equilibrio tra desiderio e contingenza già tema della serie Equilibrium, attraverso una sorta di ritorno all'innocenza adamitica precedente il peccato originale, dunque, tramite una sorta di ricreazione dell'esistenza ex nihilo.

Proprio a causa di queste caratteristiche della sua opera-vita, tra il 1992 e il 1993 partecipa alla mostra itinerante Post Human che lo consacra come profeta più significativo di un'ipotetica utopia prossima ventura in cui, soprattutto grazie allo sviluppo tecnologico, l'umanità potrà liberarsi dei propri limiti biologici e culturali per reinventarsi, da quel nulla biologico-culturale, in indefiniti modi possibili. Come ha scritto il curatore della mostra Jeffrey Deitch nel catalogo:
Connessa alla storia d'amore e d'arte con Ilona Staller è anche la serie Celebration che, a partire dalla metà degli anni '90, celebra la nascita e l'infanzia del figlio Ludwig con quadri e monumentali sculture che riproducono oggetti legati a momenti spensierati come feste, compleanni o vacanze, e comprende le cinque versioni in cinque diversi colori dei Ballon Dog. Tra la fine del Ventesimo e l'inizio del Ventunesimo secolo, Koons inaugura una sua particolare interpretazione della tradizione pittorica del collage: dopo aver elaborato l'immagine al computer, sovrapponendo e giustapponendo figure della più disparata provenienza, lascia ai suoi collaboratori il compito di tradurla in pittura. Questa ricerca risente dell'influenza di artisti come James Rosenquist e David Salle e si sviluppa attraverso diverse serie. I suoi prodromi si manifestano già in Celebration (ad esempio con il quadro Donkey, 1999), ma il suo vero inizio risale alle serie Easyfun e Easyfun-Ethereal.

### Il nuovo millennio
Nel 2001, il presidente della Repubblica francese Jacques Chirac lo nomina Chevalier de la Légion d'Honneur. La ricerca prosegue, a partire dai primi anni del 2000, con la serie Popeye con la quale Koons trasferisce la tecnica del collage dalla pittura alla scultura, proponendo installazioni composte da calchi in alluminio di giocattoli gonfiabili combinati con altri oggetti come pentole o sedie e destinate ad essere appese al soffitto con delle catene come, ad esempio, Monkeys (Chair) (2003), Lobster (2003) e Caterpillar Ladder (2003). Dagli anni 2005–2006, la serie Hulk Elvis mette al centro dei quadri un giocattolo gonfiabile, realizzato con rendering fotorealistico, con le fattezze del gigante verde dei fumetti che, nell'immaginazione dell'artista, somiglia alla figura di Elvis Presley ritratta nelle stampe di Andy Warhol. Nel 2008 tiene la mostra Extended Play nella reggia di Versailles. Tuttavia, alcuni visitatori definiscono "kitsch" le opere esposte, e sostengono che esse "avrebbero trovato una migliore collocazione a Disneyland".
Tra il 2009 e il 2013 la serie Antiquity propone, come centro tematico dei quadri di Koons, riproduzioni di statue antiche. Legata a questa serie è Balloon Venus, scultura in acciaio verniciato che ne riproduce una in gomma (fatta con i soliti palloncini koonsiani) che, a sua volta, riproduce una statua preistorica in pietra della Grande Madre, la cosiddetta Venere di Willendorf. Balloon Venus dà occasione ad una collaborazione creativo-imprenditoriale con la Dom Pérignon: Koons, infatti, rielabora le forme e le dimensioni della sua scultura in acciaio affinché possa essere riprodotta, come multiplo di 650 pezzi, in resina poliuretanica vuota al suo interno e apribile in modo da fungere da cofanetto per una bottiglia di champagne.
Tra il 30 aprile e il 1º ottobre 2006, espone Hanging Heart a Venezia, nel Palazzo Grassi, per la mostra Where are We Going? Works from the François Pinault Collection. L'opera è venduta il 14 novembre 2007 ad un'asta da Sotheby's per la cifra di 23.561.000 dollari. Il 2 giugno 2010 è presentata al Centro Pompidou di Parigi una BMW M3 appartenente alla serie BMW Art Car decorata da Koons con striature policrome.
Nel 2013 partecipa alla realizzazione della cover dell'album Artpop di Lady Gaga, creando appositamente per il disco, una statua di cera raffigurante la cantante.
Il 13 novembre dello stesso anno, durante un'asta di Christie's, la sua opera Balloon Dog (Orange) giunge a costare 58,4 milioni di dollari, divenendo l'opera d'arte più costosa del mondo realizzata da un artista vivente record battuto il 16 novembre 2018 da un dipinto di David Hockney acquistato per 90,3 milioni di dollari  e di nuovo superato il 16 maggio 2019 quando la scultura Rabbit viene venduta a 91,1 milioni.

Nel 2014 il Whitney Museum of American Art celebra Koons con una grande retrospettiva, che nel 2015 viene trasferita prima a Parigi, al Centro Georges Pompidou, e poi al Guggenheim di Bilbao. Nell'ampia recensione della mostra scritta da Andrea Bonavoglia leggiamo che 
« La retrospettiva di New York del 2014 ha occupato le sale di tre piani del Whitney Museum. Koons ha potuto ricostruire la propria carriera su basi cronologiche tramite le sue periodiche series (meglio traducibili in italiano con cicli che con serie). Eccole in sequenza, Inflatables and Pre-New, The New, Equilibrium, Luxury and Degradation, Statuary, Banality, Made in Heaven, Celebration, Easyfun, Easyfun-Ethereal, Popeye, Hulk Elvis, Antiquity, Gazing Ball. I titoli in molti casi parlano da soli…. »

## Temi
Ispirata al consumismo e alla banalità della vita moderna, ma anche a temi dal forte impatto filosofico, l'arte di Jeff Koons è il tentativo di assecondare quella che, all'artista americano, appare come la tendenza fondamentale della cultura e della società occidentale tra Ventesimo e Ventunesimo secolo, ovvero il superamento della impermeabilità fra le classi e, dunque, il superamento dell'ingiustizia sociale. A tal fine, è necessario che il confine tra la cosiddetta cultura alta, cui tradizionalmente appartengono le belle arti - patrimonio della upper class - e la cosiddetta cultura bassa, popolare, che comprende anche la categoria del kitsch - patrimonio della middle class - venga infranto. Questo è l'obiettivo che Koons, sull'esempio della recente tradizione della pop art, si propone di centrare con la sua arte. A tal proposito nel libro Contemporanea: arte dal 1950 a oggi si legge:
 Portare l'arte verso il popolo è propedeutico, per Koons, a produrre una condizione di totale sicurezza: ognuno, a qualsiasi ceto appartenga, assistendo ad una sua mostra, dovrebbe trovarsi a proprio agio, in uno stato di non conflittualità e di appagamento. La mostra d'arte, così concepita, preconizza una società utopica totalmente pacificata in cui tutti, individualmente e nei rapporti interpersonali, potranno trovarsi in una condizione di perfetta conservazione dell'energia, essendo ogni loro desiderio già soddisfatto mentre lo provano. Con le parole dell'artista americano:

## Controversie
Per ben tre volte è stato accusato di plagio, perdendo le cause per aver copiato palesemente da fotografie le sue opere. 
La prima volta nel caso Rogers v. Koons del 1992 per la scultura String of Puppies, riproducente una fotografia, e Blanch v. Koons del 2006, per il collage destinato alla Guggenheim foundation e Deutsche Bank. Infine, nel 2021, per il plagio dell'opera Fait d’hiver, facente parte della collezione Banality.

## Galleria d'immagini

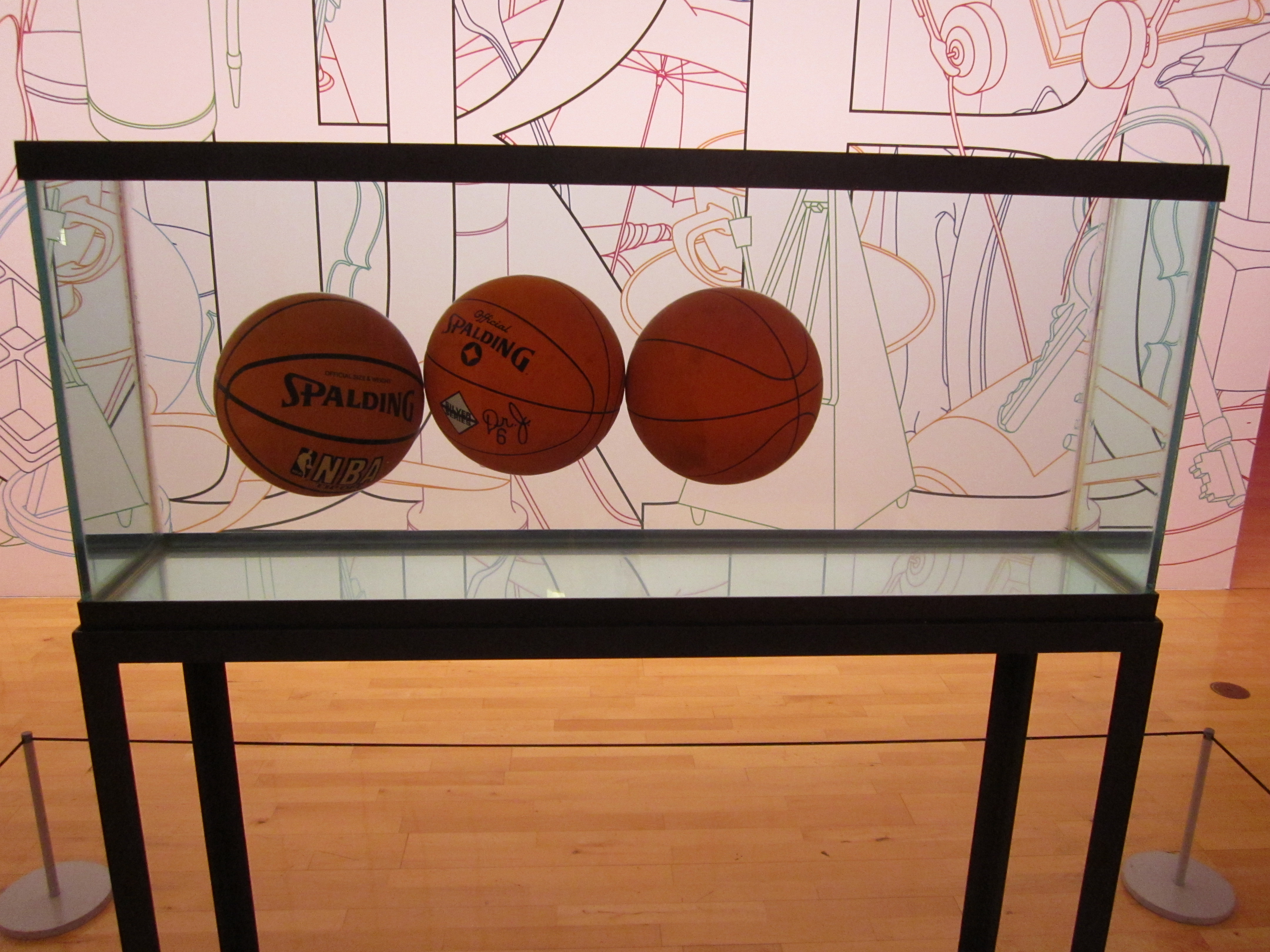
Three Ball Total Equilibrium Tank (1985) alla Tate di Liverpool (Inghilterra)
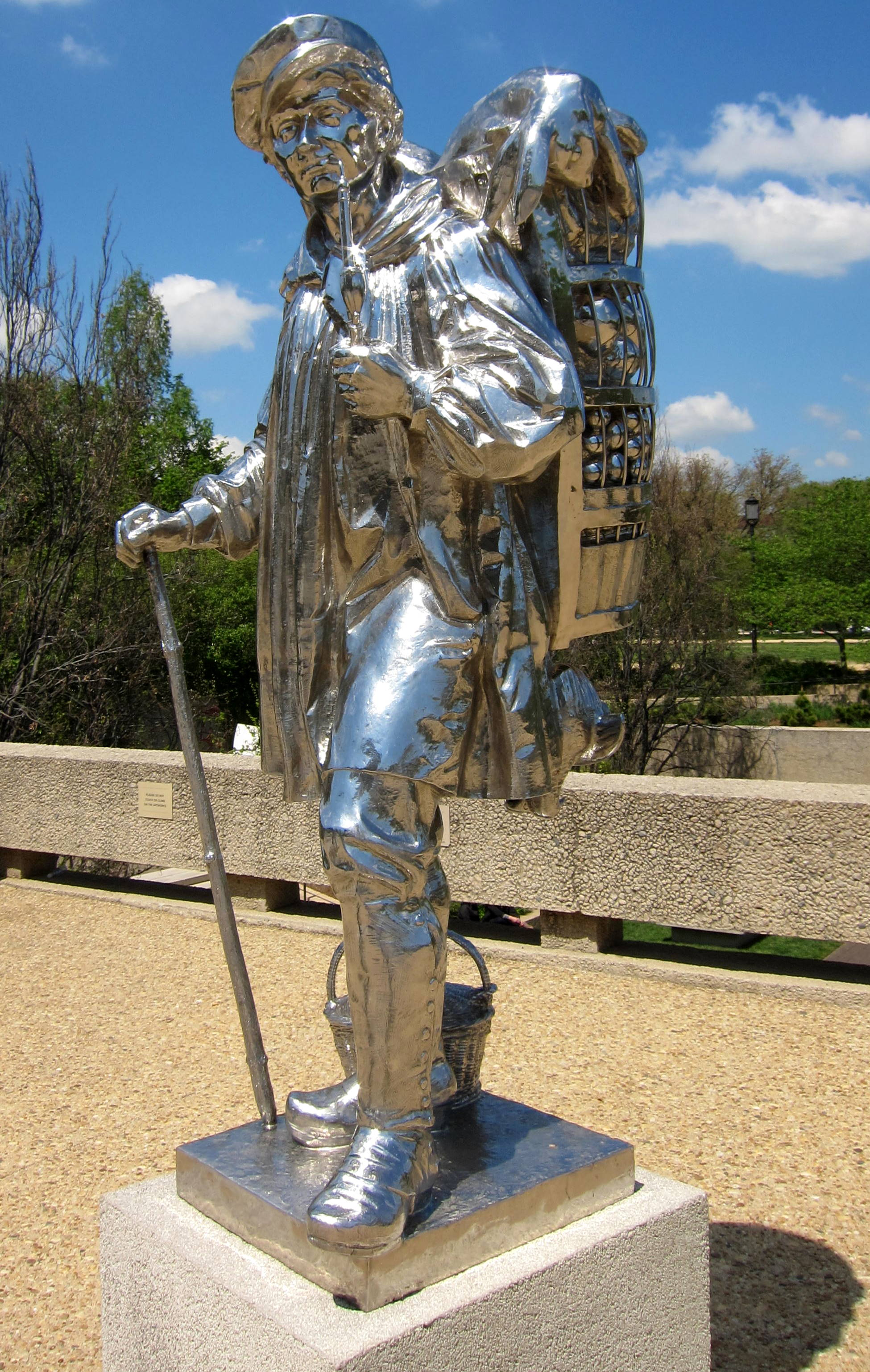
Kiepenkerl (1987) presso l'Hirshhorn Museum and Sculpture Garden di Washington (Stati Uniti d'America)
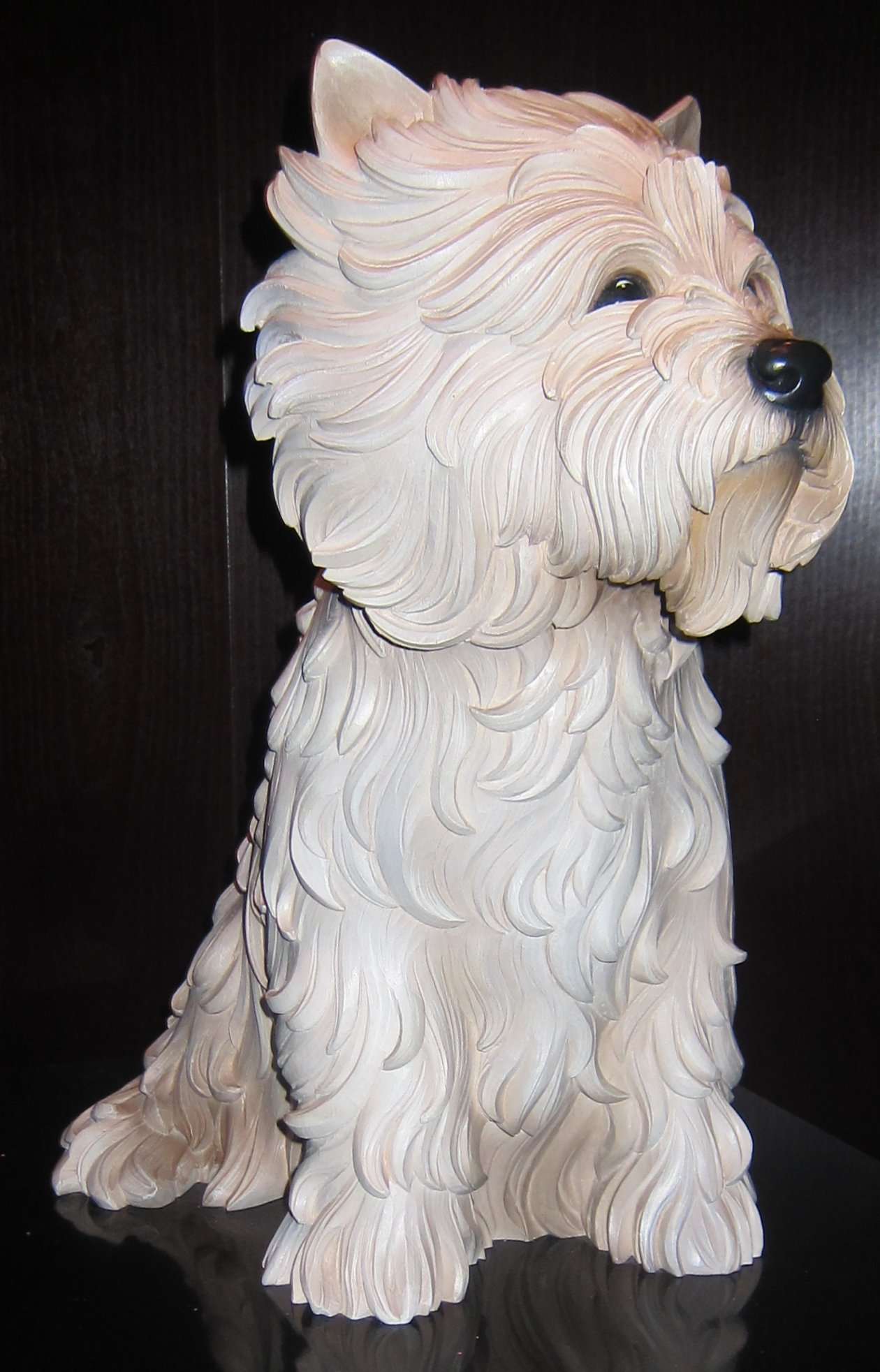
White Terrier (1988) collocato nella nave da crociera Celebrity Eclipse
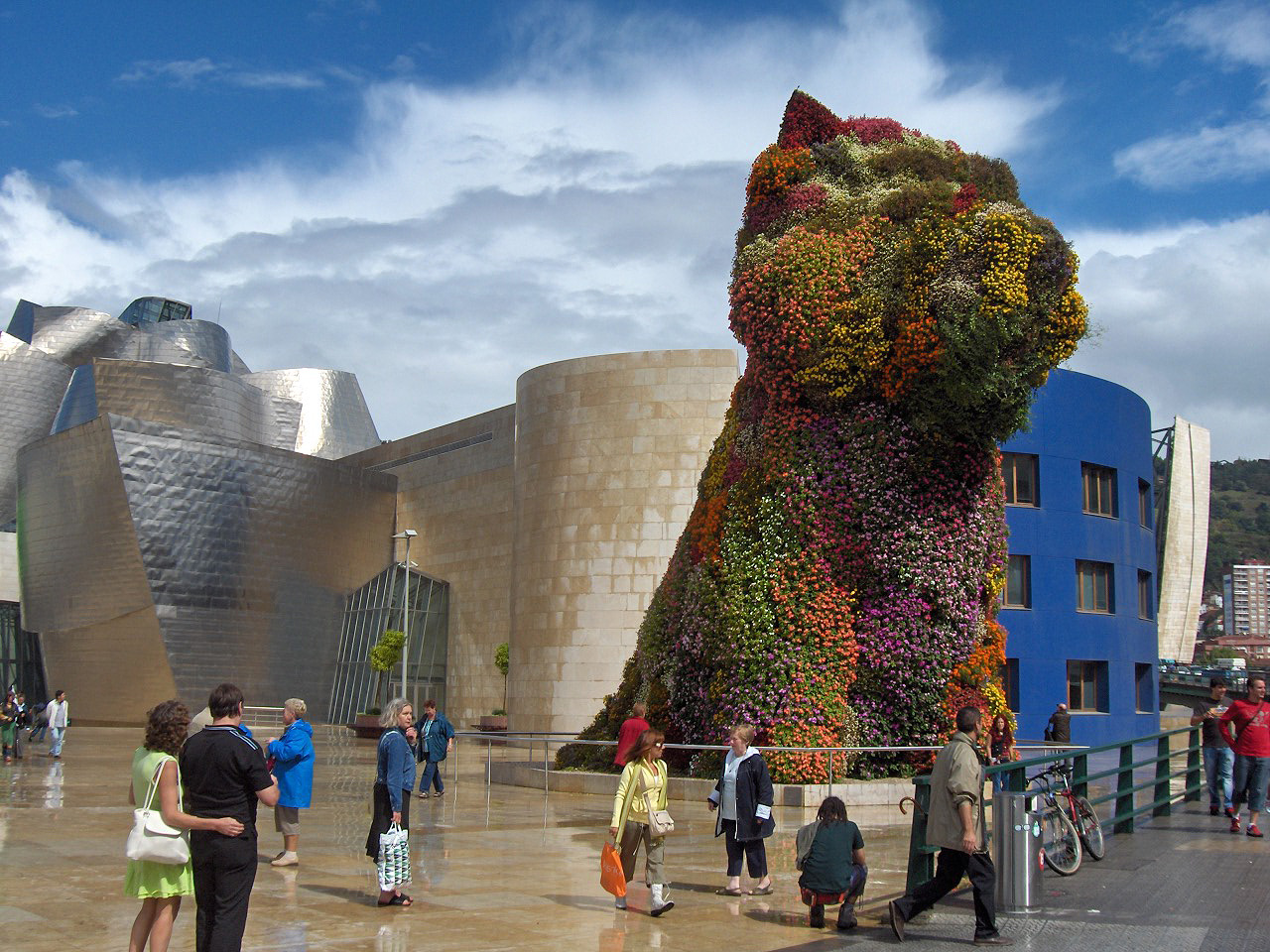
Puppy (1992) negli spazi del Museo Guggenheim di Bilbao (Spagna)
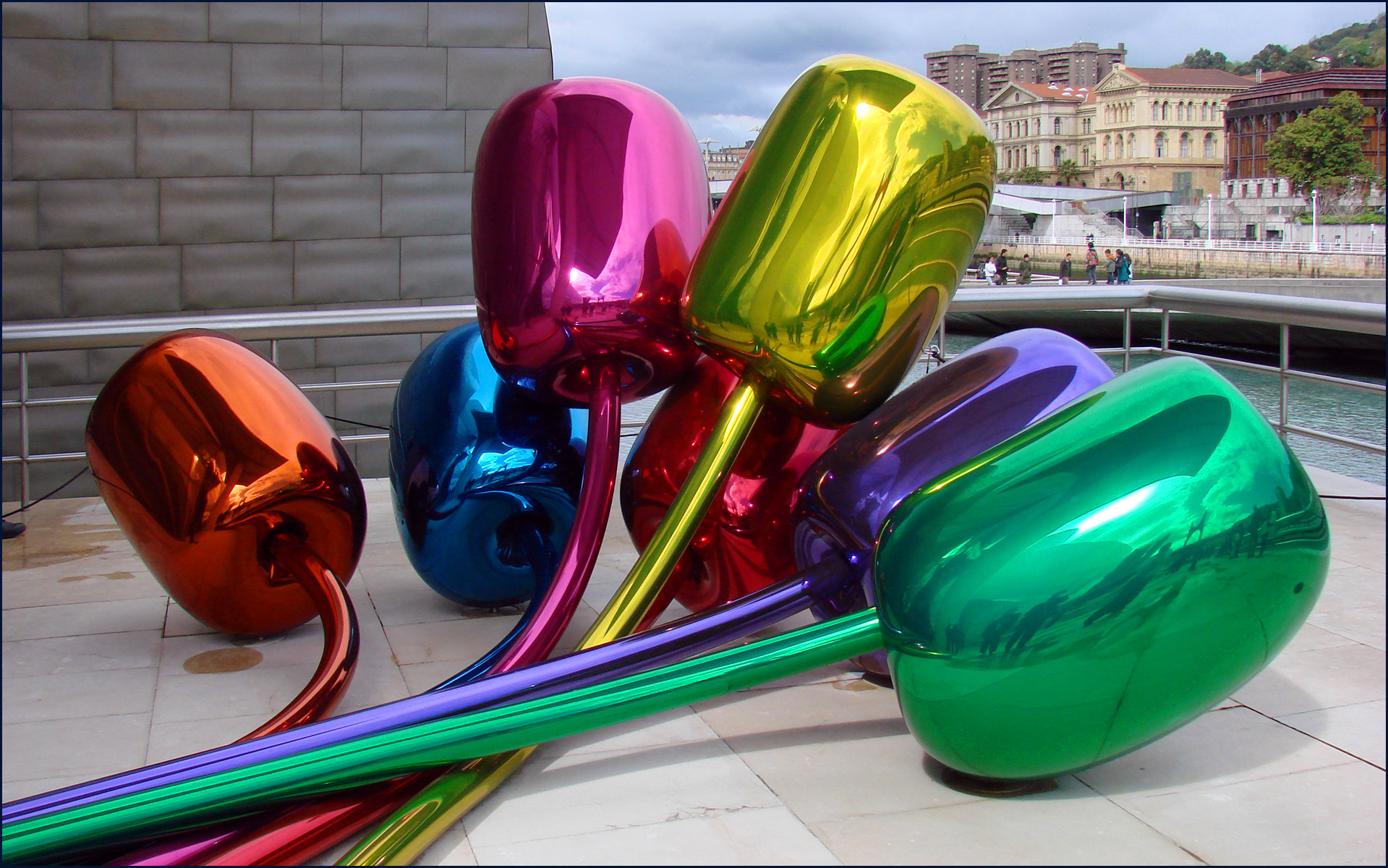
Tulips (1995-2004)[20] presso il Guggenheim Museum di Bilbao (Spagna)
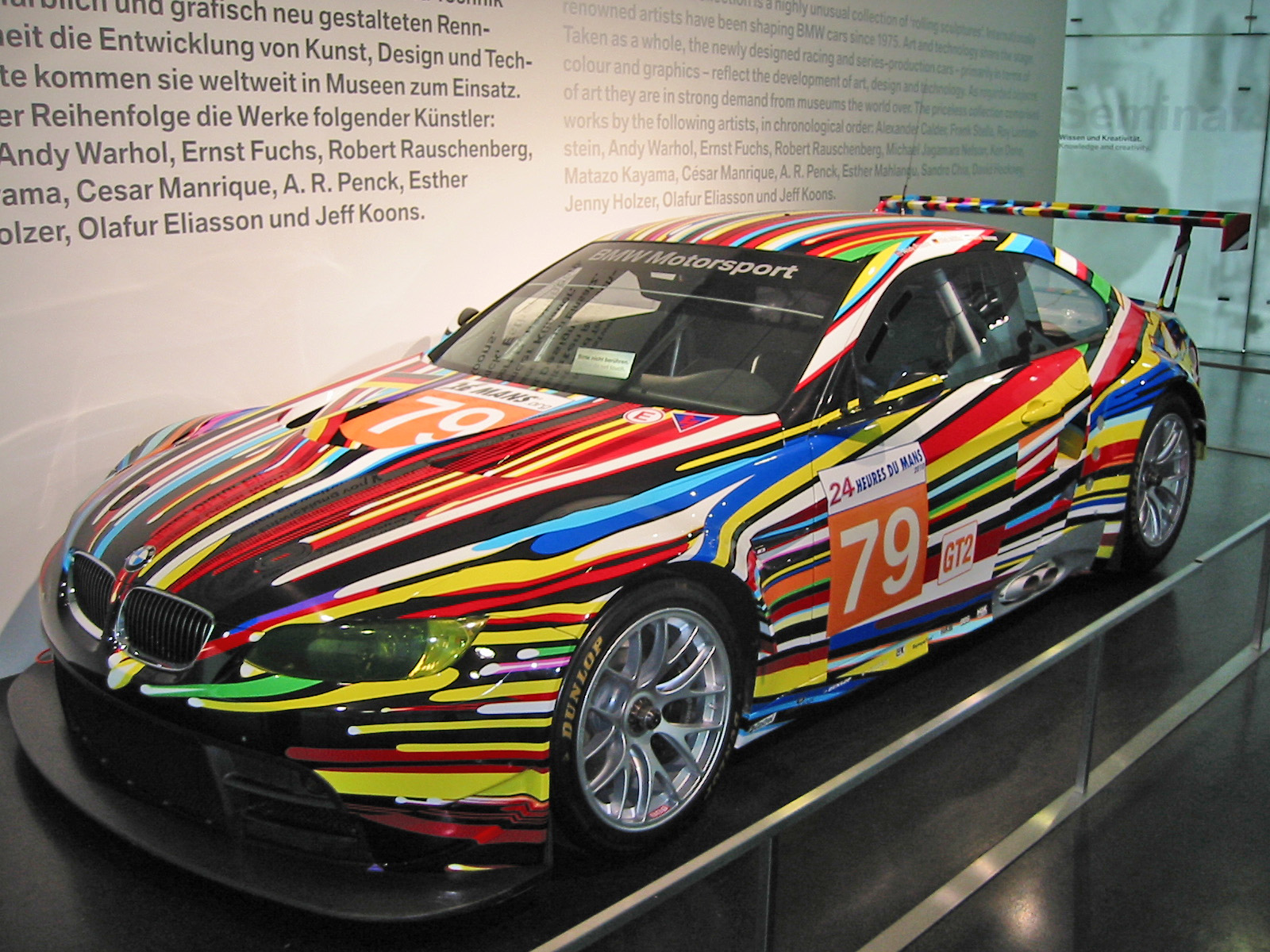
Una BMW Art Car decorata da Jeff Koons (2010)

## Onorificenze
- Membro dell'Accademia Americana delle Arti e delle Scienze